# Wellenspanner

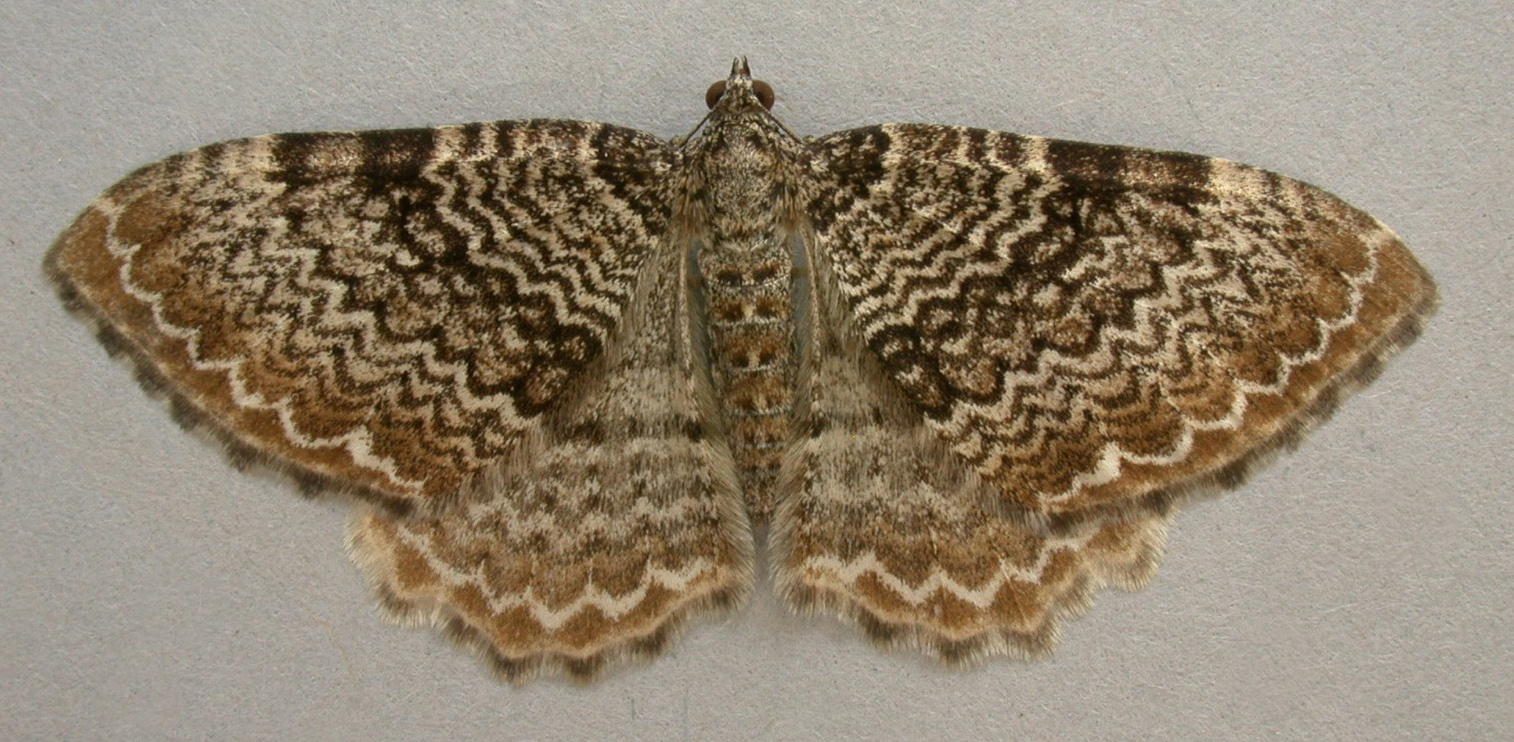
Exemplar mit verschmolzenen Linien in der Diskalregion, deren Muster einer Kettengliederreihe ähnelt

Der Wellenspanner (Hydria undulata, Syn.: Rheumaptera undulata, Calocalpe undulata) ist ein Schmetterling aus der Familie der Spanner (Geometridae). Der Artname leitet sich von dem lateinischen Wort undulatus mit der Bedeutung „gewellt“ ab und bezieht sich auf die der Wellenzeichnung auf der Vorderflügeloberseite der Falter.

## Merkmale

### Falter
Die Falter erreichen eine Flügelspannweite von 24 bis 32 Millimetern. Zwischen den Geschlechtern besteht farblich kein Unterschied. Die Vorderflügelfarbe variiert auf der Oberseite von hellbraun bis hin zu rotbraun. Arttypisch und namensgebend ist eine aus zahlreichen, eng nebeneinander liegenden, stark gewellten dunkelbraunen Querlinien gebildete Zeichnung. Bei einigen Exemplaren verschmelzen zwei Linien in der Diskalregion zu einem Muster, das einer Kettengliederreihe ähnelt. Eine weiße Wellenlinie am Saum ist meist deutlich ausgebildet. Die Quer- und Wellenlinienzeichnung der Vorderflügel setzt sich auf der Hinterflügeloberseite fort, fehlt jedoch in der einfarbig hellbraunen Basalregion. Auf allen Flügelunterseiten scheint die Zeichnung der Vorderseite in abgeschwächter Form hindurch. Zusätzlich befindet sich auf jedem Flügel ein schwarzbrauner Diskoidalfleck.

### Raupe
Ausgewachsene Raupen sind schwärzlich, bräunlich oder grünlich gefärbt. Sie haben feine weißliche oder gelbliche Rück- und Nebenrückenlinien, gelbe oder weiße Seitenstreifen sowie eine helle Bauchfläche.

## Verbreitung und Lebensraum
Das Verbreitungsgebiet des Wellenspanners erstreckt sich von Ostasien durch die gemäßigte Zone bis nach Europa. In  Ostasien ist er durch die Unterart  Hydria undulata sajana vertreten. Einzelbeobachtungen wurden auch aus Nordamerika gemeldet. Hauptlebensraum sind lichte Bruch- und Auwälder, buschige Waldränder sowie Gärten und Parklandschaften. In den Alpen steigt die Art bis in Höhen von 1500 Metern.

## Lebensweise
Die Falter sind überwiegend nachtaktiv und fliegen in einer Generation von Mai bis August. Nachts erscheinen sie an künstlichen Lichtquellen. Die Raupen ernähren sich von den Blättern verschiedener Laubbäume, beispielsweise von Weiden (Salix),  Pappeln (Populus), Erlen (Alnus), zuweilen auch von Heidelbeere (Vaccinium myrtyllus). Die Raupen leben nicht frei an ihrer Nahrungspflanze, sondern verbergen sich zwischen zusammengesponnenen Blättern. An breitblättrigen Weiden ziehen sie die Ränder des Blattes, auf dem sie sitzen über sich zusammen. Sie leben ab Juli und verpuppen sich im September. Die Puppe überwintert.